# Confederação Israelita do Brasil
A Confederação Israelita do Brasil (Conib) - é uma entidade privada de representação e coordenação da comunidade judaica do Brasil com 14 federações como membros. Foi criada em 1948, no mesmo ano da criação do Estado de Israel. Desde então, a Conib tem atuado como uma das principais defensoras do Estado de Israel no Brasil.
Segundo dados do Instituto Brasileiro de Geografia e Estatística (IBGE) compilados no Censo de 2010, havia nesse ano 148.329 judeus no Brasil, a segunda maior comunidade judaica da América Latina (atrás apenas da Argentina) e a 11ª no mundo.

## Missão
A missão da Conib de acordo com o seu site da confederação:
"A Conib tem por missão zelar pelos interesses e bem-estar da comunidade judaica brasileira, garantindo a continuidade e o desenvolvimento do judaísmo, mantendo a sua herança espiritual, cultural e social. Assim, também agirá no intuito da preservação da memória e da não banalização do Holocausto, contra o antissemitismo e contra o discurso de ódio."

## Intervenções públicas

### Década de 1940
1948 - Foi fundada a Confederação das Entidades Representativas da Coletividade Israelita do Brasil – depois Confederação Israelita do Brasil (Conib).

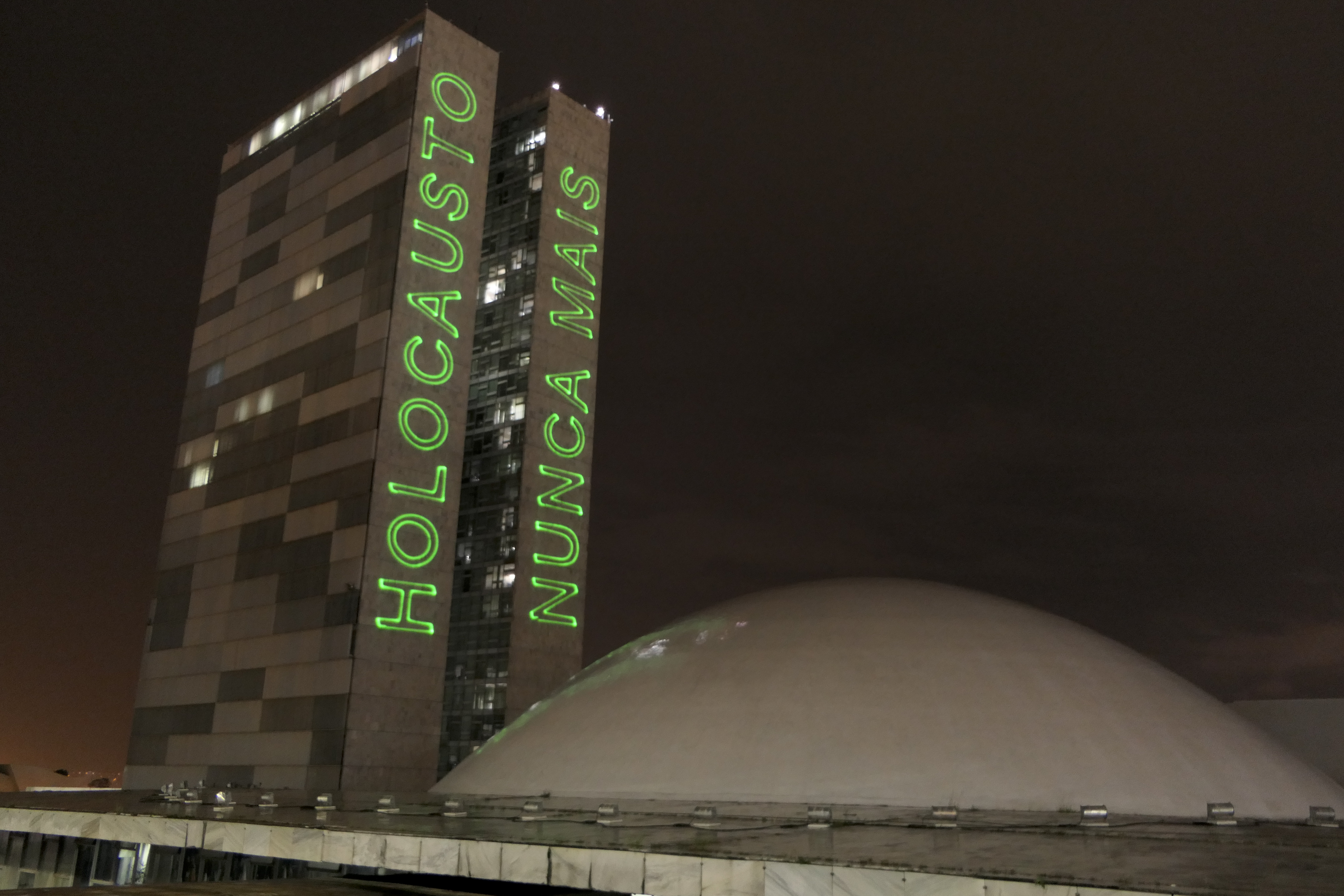
Congresso Nacional - Projeção “Holocausto, Nunca Mais”

### Década de 1950
1953 – A Conib se manifesta sobre a prisão de nove médicos judeus acusados de sabotagem contra o regime soviético. 
Também em 1953, a Conib é chamda para ser ouvida junta com outras entidades para auxiliar na briga entre o Itamarati e Departamento de imigração.

### Década de 1960
1965 – A Conib recebeu a delegação do Congresso Judaico Norte-Americano no Rio de Janeiro.
1967 – A Conib manda carta para o Governador do Estado de São Paulo em relação a prisão de um nazista, onde a entidade “exprime sua alta apreciação pela captura de Franz Paul Stangl e pela diligência com que a Secretaria de Segurança Pública e o DOPS trabalharam pela captura”. 
Conib envia apelo para governo da URSS para eliminar discriminação contra judeus.
1969 – Conib envia telegrama para secretário-Geral da ONU e ao presidente da Cruz Vermelha Internacional em protesto contra as execuções efetuadas pelo governo do Iraque.
Também em 1969, a Conib intercede por judeus soviéticos.

### Década de 1970
1970 – Conib faz pronunciamento sobre campanha antissemita que se desenrola na União Soviética.
1978 – Confederação se reuni para discutir “escalada antissemita no Brasil”. Em fase a manifestações antissemitas e de cunho nazistas, como a pichação de suásticas em muros, a confederação foi a publico repudiar o ocorrido. 
Também no final do ano a confederação repudio publicamente o Banco Real por uma publicidade com Hitler.
1979 – A Conib envia documento ao presidente Figueiredo manifestando sua preocupação com a possibilidade de instalação de um escritório da Organização para Libertação da Palestina no Brasil.

### Década de 1980
1980 – Conib organiza conferência de judeus da America Latina em São Paulo.
1981 – Conib intercede em favor a rádio “Voz Israelita” em fase ao medo dos atentados.
1982 – Conib divulga comunicado enviado a Presidência do Brasil onde aborda o tema da “crise do Libano, a hipocrisia e o imobilismo mundial”. Destacou que no Brasil “a convivência pacifica de gente de todas as cores, raças, religiões e origens caracterizam o maior carinho humano de que tem ciência a história da humanidade.”
1985 – Conib lança nota de pêsames no aniversário de 10 anos da votação da ONU igualando Sionismo ao racismo. 
1986 – Conib lança nota de repudio ao convênio entre a OLP e a UNIMEP.
1987 – A Conib protesta contra cônsul que foi nazista.
1989 – Conib potesta contra editora Revisão por publicarem livros antissemitas.

### Década de 1990
1991 - Integrantes da confederação se encontram com o papa João Paulo II.
1992 – Conib lança nota de repudio ao atentado sofrido pela embaixada de Israel em Buenos Aires.
1993 - Conib celebra a memória de Albert Sabin.
1994 – Conib comemora centenário do aniversário de Oswaldo Aranha.
1998 – Conib promove concurso sobre os 50 anos de Israel.
Década de 2000
2000 – Conib recebe verba do Congresso Judaico Mundial para ser destinada a 181 vítimas do nazismo.
2001 – Coninb participa da visita do presidente de Israel no Brasil. 
2002 – Conib junto com outras entidades religiosas apelam aos candidatos ao planalto e congresso para salvar as escolas ecumênicas.
2005 - Conib participou da primeira “Conferência Nacional de Promoção da Igualdade Racial” organizado pela Secretaria Especial De Políticas De Promoção Da Igualdade Racial – SEPPIR e pelo Conselho Nacional De Promoção Da Igualdade Racial – CNPIR. 
Também em 2005, Conib assina manifesto contra declaração do chanceler Celso Amorim.
2006 - Conib lança petição no TSE em fase do 1 turno das eleições cair no Iom Kipur.

### Década de 2010
Em 2011 a Conib ofereceu uma representação contra o Partido Comunista Brasileiro pela publicação de um texto antissemita “Os Donos do Sistema: De onde nasce a impunidade de Israel”, do publicista argentino Manuel Freytas. O partido no entanto, negou ter feito tal coisa, afirmando que a tentativa de censura é "uma pressão de organizações sionistas e de direita", visto que o partido tecia fortes críticas às ações do governo israelense contra os palestinos e não à religião e etnia judaica.

No estudo de caso História “Pode haver racismo na esquerda?” de Luís Edmundo de Souza Moraes da Universidade Estadual Paulista Júlio de Mesquita Filho Brasil que analisa essa polemica, relata:
“No texto, Manuel Freytas aponta para a conclusão de que o que fundamenta a história do capitalismo é o controle das estruturas de poder do mundo exercido por judeus. Todo o resto é efeito deste controle. E, sob seu ponto de vista, este controle se dá independentemente das colorações políticas dos governantes de países que compõem o sistema planetário do capitalismo, sejam eles países centrais ou periféricos.  Para ele, “governos dependentes e centrais são gerências (pela esquerda ou direita) que, com variantes discursivas, executam o mesmo programa econômico e as mesmas linhas estratégicas de controle político e social” (FREYTAS, 2010, XIX) típicas do que ele chama de “poder capitalista mundial judeu” (FREYTAS, 2010, XXXIII), que tem um papel decisivo na proteção do Estado de Israel (pela ‘direita’ e pela ‘esquerda’) [e] está conformado por uma estrutura de estrategistas e tecnocratas que operam as redes industriais, tecnológicas, militares, financeiras e midiáticas do capitalismo transnacional estendido pelos quatro pontos cardeais do planeta. (FREYTAS, 2010, XLV). E aqui não me parece possível fugir de uma pergunta que se impõe a partir da leitura: Se este “poder capitalista mundial judeu” é assim invisível, espalhado pelos quatro cantos do mundo, articulado e potente, qual a necessidade de ter e de proteger Israel, que seria, segundo o autor, o elemento articulador dos esforços deste “poder capitalista mundial judeu”?”
2013 - Conib participa com a então presidente Dilma a cerimonia em homenagem as vítimas do holocausto. 

2014 -  Por meio de nota, a Conib manifestou sua indignação com a posição do Ministério das Relações Exteriores sobre o conflito Israel X Hamas.

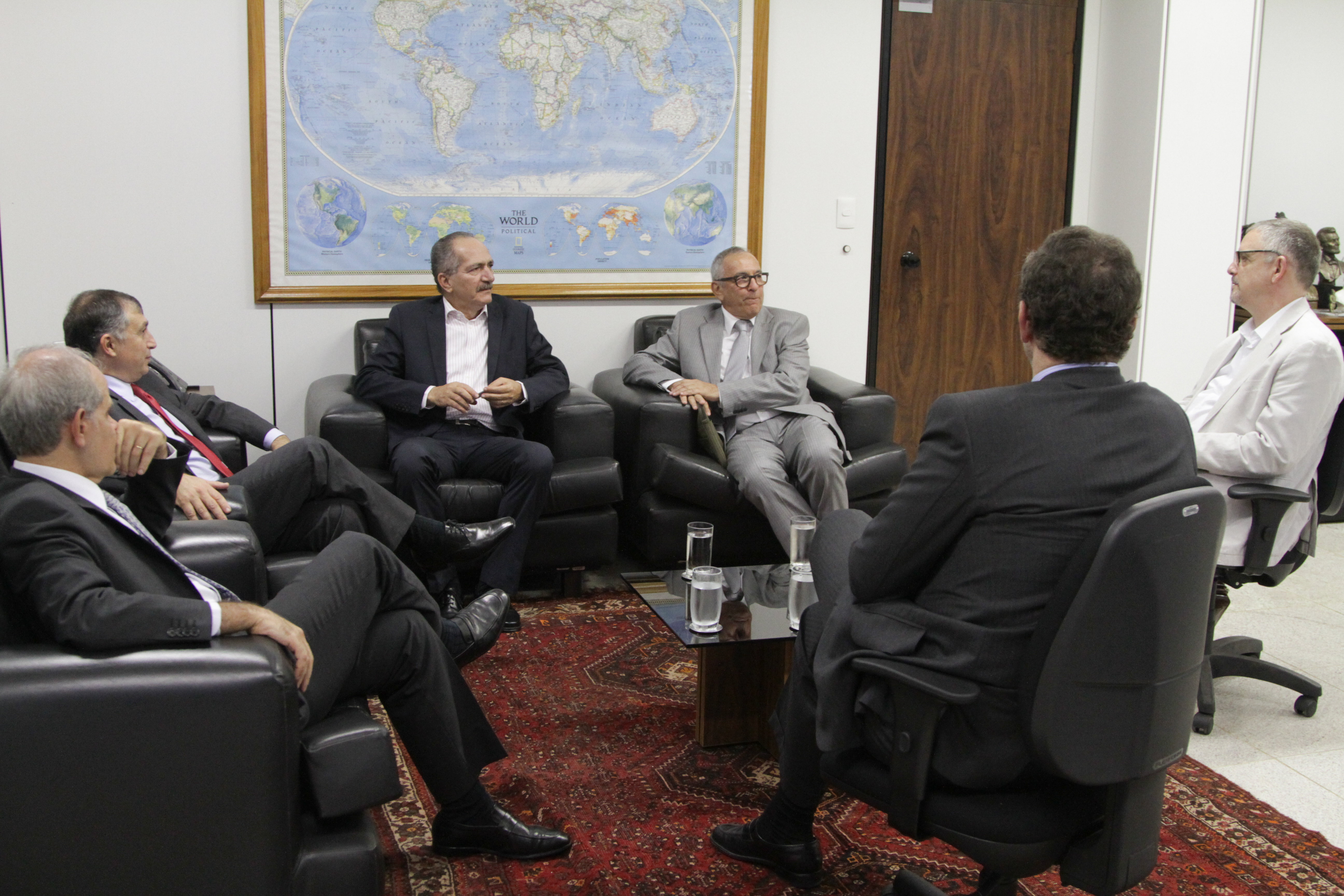
Audiência em 2015 com a Confederação Israelita no Brasil - CONIB

2015 – Conib é convidada a participar em audiência do STF sobre ensino religioso. 
2017, - A CONIB participou em um ato no Instituto de Filosofia e Ciências Sociais da Universidade Federal do Rio de Janeiro (UFRJ) em repúdio a falas do então deputado Jair Bolsonaro consideradas ofensivas às minorias.
2019 - O político e ex-ministro Ciro Gomes foi processado por antissemitismo em uma ação movida pela organização. Após Ciro se desculpar com a comunidade, o presidente da Confederação, Fernando Lottenberg, disse que iria reavaliar a ação judicial.
O exército brasileiro foi criticado em 2019 pela confederação israelita brasileira por condecorar um nazista.

### Década de 2020
Em julho de 2021, o órgão publicou uma nota de repúdio ao encontro no Palácio do Planalto entre o então presidente Jair Bolsonaro e Beatix von Storch, deputada alemã e vice-presidente do partido de extrema-direita AfD. Na ocasião, a CONIB lamentou a recepção por se tratar de um "partido extremista, xenófobo, cujos líderes minimizam as atrocidades nazistas e o Holocausto".
2024 - A Conib lançou uma plataforma de conscientização e monitoramento do antissemitismo no Brasil.
Ainda em, 2024, a Conib junto com o  Memorial do Holocausto fez uma ação no Majestoso, o clássico entre Corinthians e São Paulo com sobreviventes do Holocausto. 

Ainda no dia da memoria do Holocausto, a Conib realizou ato em São Paulo com a presença do Governador Tarcísio e o Prefeito Ricardo Nunes. No evento, Tarcísio e Nunes classificam Hamas como terrorista e o prefeito cobrou um posicionamento dos líderes políticos:
"A grande missão de toda comunidade judaica é o 'nunca mais'. No dia 7 de outubro, tivemos esse ato gravíssimo. Aquelas pessoas que são lideranças políticas em nosso País precisam deixar claro quem apoia o Hamas e quem combate o Hamas. O Hamas é grupo terrorista."  
Além desses atos em São Paulo, também tiveram mobilizações em Curitiba.

## Controvérsias e posicionamentos da CONIB durante aGuerra Israel-Hamas

### Dia Internacional em Memória das Vítimas do Holocausto
Nomes de crianças, jovens e idosos israelenses sequestrados pelo Hamas foram usados em vestidos em evento em São Paulo.

### Processos contra o jornalista Breno Altman
A CONIB lidera a luta contra o antissemitismo no Brasil, tomando medidas legais contra indivíduos e organizações que propagam conteúdo antissemita e discurso de ódio, especialmente após o início do conflito no Oriente Médio. No início de 2024, processaram o jornalista Breno Altman, do Opera Mundi, por danos morais, devido a suas declarações em 2023, onde usou o termo "ratos" para se referir a israelenses. O juiz Paulo Bernardo Baccarat determinou a exclusão de sete publicações de Altman, reconhecendo parcialmente os argumentos da CONIB, entendendo algumas publicações contestadas pela CONIB apenas como manifestação política, porém identificando o teor antissemita no uso do termo em questão. O desembargador Salles Vieira, do Tribunal de Justiça de São Paulo, também ordenou a exclusão de conteúdo, reconhecendo o direito de liberdade de expressão em algumas publicações, mas destacando a disseminação de discurso de ódio e antissemitismo em outras.  Altman, judeu, defendeu-se afirmando que não renegou a religião judaica, mas sim a ideologia sionista, considerada de extrema-direita. Várias associações jornalísticas, como a Associação Brasileira de Imprensa (ABI), Instituto Vladimir Herzog (IVH), Federação Nacional dos Jornalistas (FENAJ), e o Conselho Nacional de Direitos Humanos (CNDH), criticaram as ações judiciais da CONIB contra Altman, considerando-as censura.

### Denúncia arquivada contra a diplomata Claudia Assaf
A CONIB, também em 2023, apresentou ao Ministério Público Federal um pedido de instauração de inquérito policial para investigar certas postagens feitas pela diplomata Cláudia Assaf, acusando-a de suposto crime de racismo. A confederação alega que a diplomata propagou estereótipos antissemitas contra o povo judeu. Em primeira instância, o Procurador da República considerou que Cláudia Assaf não ultrapassou os limites da liberdade de expressão. 
O Procurador concluiu que os objetivos da CONIB eram de "calar Cláudia Assaf por meio do braço forte e excepcional do Direito Penal" bem como de "blindar o Estado de Israel de críticas pela condução de suas relações externas com a invocação de tragédias passadas sofridas por seu povo. E o que é pior: tratar como criminoso (racista ou antissemitista) aquele que milita opiniões contrárias às da comunidade judaica, notadamente quando essas opiniões não atacam desenvolvimento do judaísmo, sua herança espiritual, cultural e social." A Justiça Federal acolheu o parecer do MPF e decidiu pelo arquivamento do procedimento. A CONIB tentou recorrer da decisão, mas foi completamente derrotada. 

### Nota de repúdio à Gleisi Hoffman
Em janeiro de 2024, a CONIB fez uma nota de repúdio à presidente do Partido dos Trabalhadores, Gleisi Hoffmann, acusando a deputada de preconceito ao afirmar que o órgão é "uma entidade que nega aos judeus o direito de não aceitar a doutrina sionista" e defender o jornalista Breno Altman. Hoffmann também rebate as acusações, esclarecendo que "nunca fizeram nem estimularam declarações ou atitudes antissemitas, pois respeitam todos os povos e religiões" e que a instituição sionista "não tolera críticas ao governo de Israel".

### Denúncia de antissemitismo na Bahia
Em fevereiro de 2024 a CONIB e a Sociedade Israelita da Bahia se manifestaram para denunciar um suposto ato antissemita contra uma comerciante judia em Arraial d'Ajuda.

### Nota de repúdio as falas do Presidente Lula comparando os ataques de Israel ao Holocausto nazista
No dia 18 de fevereiro de 2024, o presidente do Brasil Luiz Inácio Lula da Silva (PT) voltou a criticar Israel durante coletiva de imprensa em Adis Abeba, capital da Etiópia. Em seu discurso, Lula citou os acontecimentos da Segunda Guerra Mundial, “o que está acontecendo na Faixa de Gaza com o povo palestino não existiu em nenhum outro momento histórico. Aliás, existiu. Quando Hitler resolveu matar os judeus”.
A Confederação Israelita do Brasil (Conib) repudiou, em nota à imprensa, as declarações do presidente que comparavam os ataques de Israel na Faixa de Gaza ao Holocausto. Para a confederação, a alusão do presidente é uma “distorção perversa da realidade” que “ofende a memória das vítimas do Holocausto e de seus descendentes”. No comunicado, a Conib alega que a ação de Israel é em defesa do Estado contra a atuação do Hamas.

### Acusações de racismo contra o Presidente da Conib, Cláudio Lottenberg[78]
No dia 20 de maio de 2024, o então Presidente da Conib, Cláudio Lottenberg escreveu artigo no qual generalizava o povo palestino como "esmagadoramente violento, misógino, homofóbico e antidemocrático" Tal acusação foi interpretada como racismo pelo Coletivo Judeus e Judias pela Democracia de SP, bem como pelos membros da Federação Arabe Palestina do Brasil (Fepal) que decidiu por denunciar Cláudio Lottenberg pelo crime de racismo. Segundo Ualid Rabah, presidente da Fepal, a atitude de Lottenberg era grave pois "se tratava de um presidente de uma confederação que se apresenta no Brasil como israelita com o discurso de ódio, intolerância, racismo explícito e supremacismo. [...] a tendência é a criminalização da comunidade brasileiro-palestina, estendida à comunidade árabe".
Após as manifestações contrárias ao seu texto, Cláudio Lottenberg decidiu suprimir o trecho em que generalizava o povo palestino, dizendo: "Lamento que meu texto tenha provocado interpretações diferentes da que eu pretendia."